# طمارين أسدي ذهبي الرأس
طمارين أسديّ ذَهَبيّ الرأس ؛ طمارين ذو الرأس الذهبي؛ (الاسم العلمي: Leontopithecus chrysomelas)، هو قرد مستوطن في البرازيل، عُثر عليه في شجيرات الغابات الاستوائية المنخفضة في ولاية باهيا فقط، ويعتبر من الأنواع المهددة بالانقراض. يعيش على ارتفاعات من 3–10 متر (9.8–32.8 قدم) إلى 3–10 متر (9.8–32.8 قدم). موطنها المُفضل هو داخل الغابات الناضجة والكثيفة، ولكن مع تدمير موائلهم، فليس كما هو الحال دائمًا. يبدو أن العديد من المصادر لديها معلومات مختلفة ومتعددة عن عدد الأفراد داخل المجموعة الواحدة وكذلك نوع النظام الاجتماعي الذي قد يكون واضحًا. ويعيش طمارين أسدي ذهبي الرأس في أحجام ومجموعات تتراوح من شخصين إلى 11 فردًا، ويتراوح متوسط المجموعة ما بين 4 و 7. وفقًا لمصادر مختلفة، يمكن أن تتكون المجموعة من قردين بالغين مع إناث بالغين وأي أفراد غير ناضجين، ذكر واحد وإناث وأي أفراد غير ناضجين، أو قد يكون هناك زوجاً واحد مع عدد مختلف من أعضاء مجموعة الآخرين، وعادة ما تكون ذريتهم من الأجيال السابقة. لا يوجد الكثير والمعروف في نظام التزاوج الخاص بهم، ولكن وفقًا لمصادر مختلفة، ومعلومات عن الفئات الاجتماعية المُحتملة، يمكن افتراض أن البعض قد يمارس أنظمة التزاوج الأحادي، وقد يمارس البعض أنظمة تزاوج متعددة الأزواج. يستثمر كل من الذكور والإناث بكل طاقتهم في رعاية الشباب، ويساعد جميع أعضاء المجموعة أيضًا في رعاية الأحداث والأطفال، ومن كلا الجنسين.

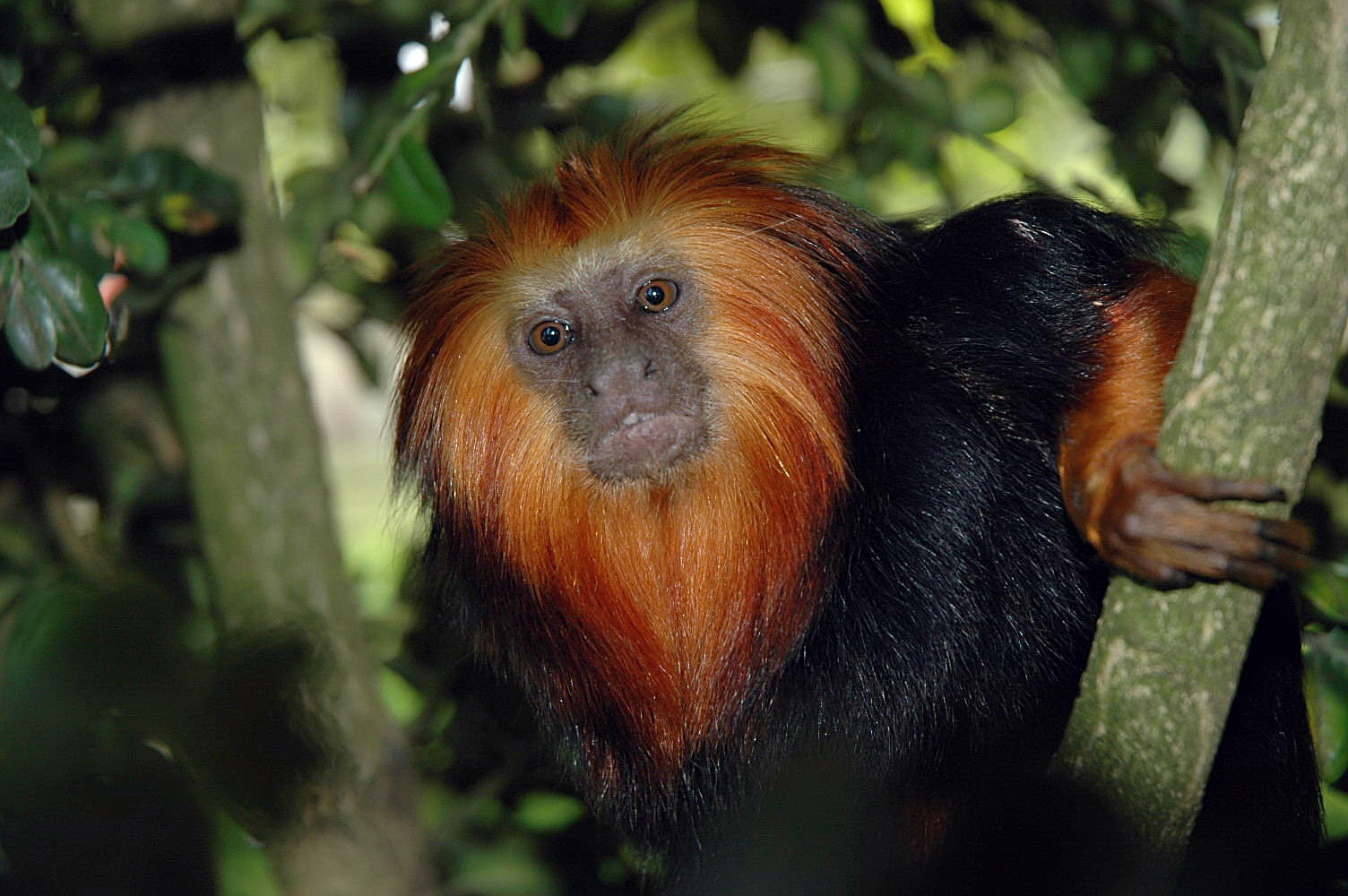
في حديقة حيوان زيورخ

## السلوك
أظهرت الدراسة أن طمارين أسدي ذهبي الرأس يقضي نحو 50٪ من وقته في البرية و11٪ فقط في مجموعته المنزلية. يبدو أن نطاق تواجدها يتأثر بشدة اكتساب الموارد وبدرجة أقل عند الدفاع عن الإقليم.تلتقي المجموعات مع بعضها البعض بشكل قليل، ولكن عندما تحدت، تكون اللقاءات دائمًا عدوانية، وتضمنت نوبات مكثفة من الصراخ الطويلة، والمطاردات، والمعارك بين المجموعات المختلفة. يقضي طمارين الأسدي ذهبي الرأس الكثير من وقته في البحث عن الطعام والسفر من نطاق المنزل إلى موقع البحث عن الطعام التالي. قد يتغير سلوكها اعتمادًا على الموائل والموارد المتاحة. موقع هذا الطمارين في ليموس مايا، يظهر أن للمجموعات متوسط مساحة يبلغ 63 هكتارًا فقط، لكنها تتراوح في الغابات حيث تكون شبه متقطعة تمامًا عن الغابات المجاورة.

## النطاق
قد يكون نطاق المنزل كبيرًا في المساحة لتوفير كمية كافية من مواقع البحث عن الفاكهة والفرائس التي يمكن استنفادها بسهولة على المدى الطويل. في المتوسط، الدفاع عن نطاقات وحدود المنزل التي تبلغ 123 هكتار لا يتم استخدام المسافة بالضرورة بشكل حصري لتكوين حدود كل مجموعة، قد تحتل مجموعات طمارين الأسدي ذهبي الرأس مناطق متداخلة في ما بينها.

## درجة الحفظ

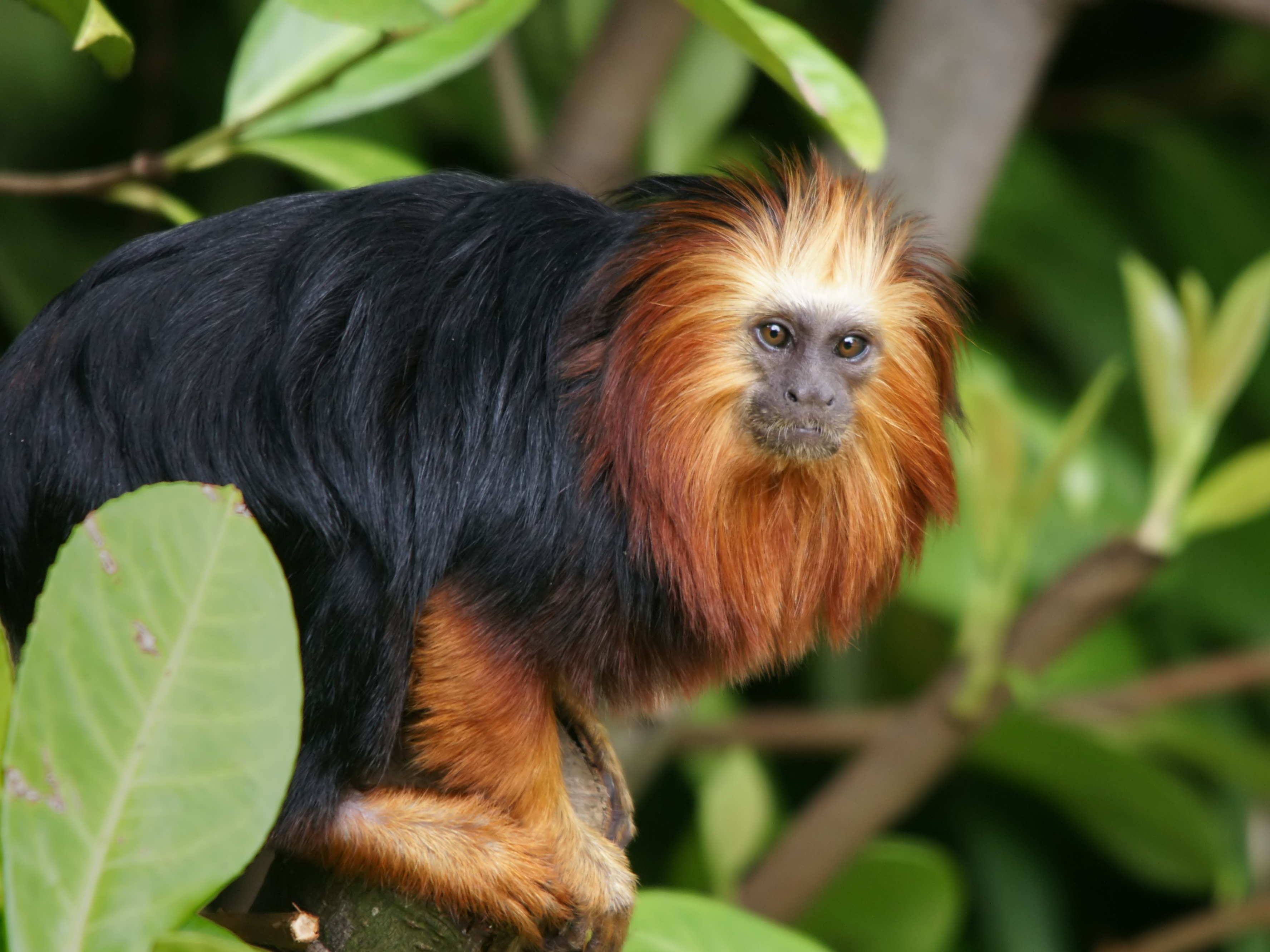
الكبار في حديقة حيوان تشيستر

صنفت القائمة الحمراء للأنواع المهددة بالانقراض طمارين أسدي ذهبي الرأس على أنه مهدد بالانقراض عام 1982. وفقًا لكوستا ولايت ومندس وديتشفيلد، تستأثر وتستحوذ البرازيل بحوالي 14 ٪ من الكائنات الحية في العالم، ولديها أكبر تنوع من الثدييات في العالم، مع أكثر من 530 نوعًا موصوفًا. وفقًا للمعهد البرازيلي للبيئة والموارد الطبيعية المتجددة (IBAMA)، من بين 24 قرد متوطنة في الغابات الأطلسية، 15 منها مهددة بالانقراض. تعد غابة البرازيل الأطلسية واحدة من أكثر النظم البيئية المهددة بالانقراض على وجه الأرض، حيث تم تطهير غالبية الغابات الأصلية من أجل الزراعة والتعدين وتربية الماشية وتوسيع المراكز الحضرية والبشرية في البرازيل. تمت دراسة الأنواع الأربعة من طمارين الأسدي وإدارتها على نطاق واسع، حيث تم الجمع بين البحث في علم البيئة والتربية في الآسر وإعادة التوطين والإزاحة واستعادة الموائل وحمايتها والتثقيف البيئي عنها وعن أهمية الحفاظ عليها.

### تهديدات للبقاء

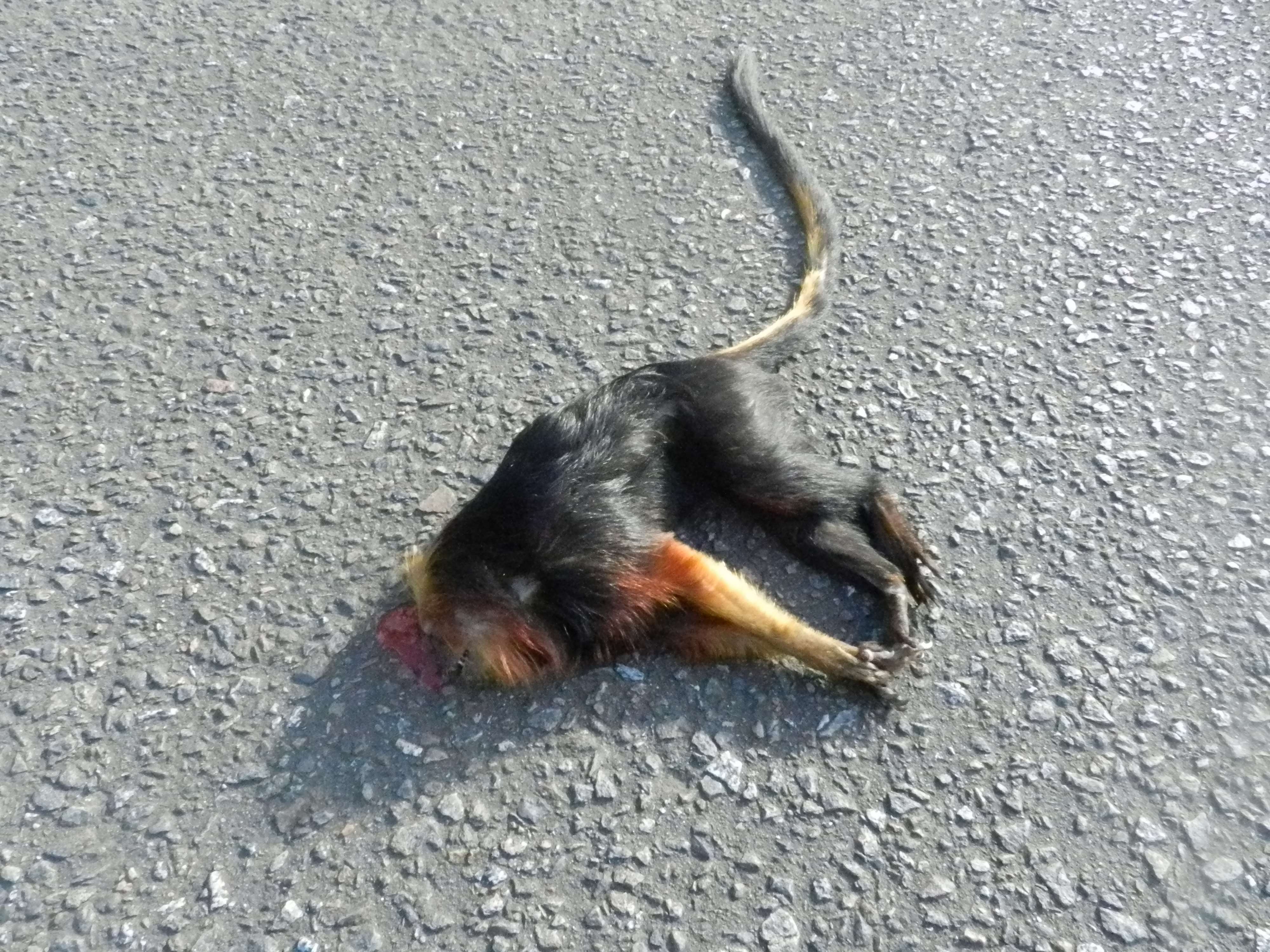
فرد من هذه الفصيلة مقتول على الطريق

تم تخفيض غابة باهيا بالبرازيل إلى 2٪ بسبب الزراعة وتربية الماشية والتعدين والتحضر. غابة الأطلسي مجزأة للغاية، واختفاء هذه الموائل والأراضي البرية هو السبب الرئيسي لانحدار طمارين ذهبي الرأس. كانت الغالبية العظمى من الغابة يهيمن عليها نبات الكاكاو من خلال طريقة تعرف باسم كابروكا. هذا نظام يستخدم لزراعة، بحيث تتم إزالة الأشجار الوسطى والضعيفة واستبدالها بأشجار الكاكاو. على الرغم من انخفاض موائل طمارين ذهبي الرأس، فإنه لا يزال هناك أشجار القديمة تنمو وتعطي طمارين مكانا للعلف والنوم. في عام 1989، تخلى المزارعون عن نبات الكاكاو بسبب الفطريات التي هاجمت محاصيلهم. تم تدمير النمو القديم الذي كان متاحًا بوفرة للطمارين ذي راس الذهبي، ولحصد الأخشاب وتطهير الأراضي للماشية أو زراعة محاصيل أخرى. غابة الأطلسي هي الآن فسيفساء من الغابات الأولية والثانوية، والأراضي الزراعية.

## روابط خارجية
- ARKive - صور وأفلام Lion Tamarin (كريسوميلاس Leontopithecus)
- مجموعة الأسد تمارين ذات الرأس الذهبي (Natureserve.org)